# Forcepia japonica
Forcepia japonica är en svampdjursart som beskrevs av Koltun 1959. Forcepia japonica ingår i släktet Forcepia och familjen Coelosphaeridae. Inga underarter finns listade i Catalogue of Life.